# Microdon carinifacies
Microdon carinifacies är en tvåvingeart som beskrevs av Charles Howard Curran 1934. Microdon carinifacies ingår i släktet myrblomflugor, och familjen blomflugor.
Artens utbredningsområde är Guyana. Inga underarter finns listade i Catalogue of Life.